# Max Lässer
Max Lässer (* 27. September 1950 in Zürich) ist ein Schweizer Gitarrist, Komponist, Produzent und Bandleader.

## Leben und Wirken
Seit 1972 arbeitet Max Lässer als freischaffender Musiker. Die ersten Jahre vor allem in der Folkszene zuhause, folgte die Zusammenarbeit mit den Liedermachern Toni Vescoli und Walter Lietha. Weitere Stationen waren Hardy Hepps Band Hand in Hand und der Liedermacher Werner Widmer, mit dem er unter dem Titel Bluesmax ein komödiantisch-musikalisches Projekt erarbeitete. Mitte der 80er Jahre gehörte Max Lässer zu Andreas Vollenweider & Friends, mit welchen er in Europa und USA tourte und bei Plattenaufnahmen mitwirkte. Max Lässer machte sich einen Namen als Studio- und Livegitarrist, beispielsweise bei Stephan Eichers Engelberg-Produktion, aber auch als Produzent von Jellyfish Kiss, Two Tunes und Les Reines Prochaines sowie als Komponist von Filmmusik. So schuf er mit Christoph Stiefel die Musik zu einer Dokumentation über den Zürcher Kreis 5, den Doku-Soaps Kinderspital und Airline sowie zu diversen Kindertrickfilmen.
Nach einem ersten Album im Folk-Rock-Stil (1976) folgten 1978 und 1982 zwei Alben mit alten Schweizer Tänzen. Seit 1985 veröffentlichte er unter dem Titel Max Lässer’s Ark mehrere Instrumentalalben.
Ende 1995 reiste er nach Südafrika. Die Begegnungen mit den Sängerinnen Lungiswa Plaatjies und Busi Mhlongo, dem Multiinstrumentalisten Pops Mohamed und anderen Musikern übten hörbar grossen Einfluss auf seine Musik aus. Live wurde das Projekt mit 13 Musikern und Büne Huber unter dem Namen No nations aufgeführt. Vertieft wurde der Austausch im Bandprojekt Madamax mit dem Gitarristen, Sänger und Komponisten Madala Kunene aus Durban, der Sängerin, Perkussionistin und Tänzerin Lungiswa Plaatjies aus Kapstadt und mit Christoph Stiefel an den Keyboards. Parallel zu Madamax begann Max Lässer 1998 mit Hank Shizzoe zu musizieren. 1999 und 2000 folgen Duo-Tourneen.
2001 erschien das Album Überland, eine Auseinandersetzung mit der Musik des Alpenraumes und knüpfte da an seine Bearbeitungen alter Schweizer Tänze vor über 25 Jahren an. 2002 wurde das elfköpfige Überlandorchester anlässlich der Expo 02 gegründet, 2003 folgte eine Schweizer Tournee. Ebenfalls 2001 fand ein erster Kontakt zu Hubert von Goisern statt. Im folgenden Jahr wurde Lässer zu CD-Aufnahmen von Goiserns Trad II eingeladen, denen 2004 eine 100-Konzerte-Tournee in Europa und Afrika folgte.

## Auszeichnungen
- 2000 Ravensburger Kupferle
- 2010 Aargauer Kulturpreis

## Diskographie
- 1976: Songs
- 1978: Alte Engadiner und Appenzeller Tänze
- 1982: Alte Schweizer Tänze
- 1983: Obacht! (Lietha-Lässer Band)
- 1985: Into The Rainbow (Max Lässer’s Ark)
- 1989: Earthwalk (Max Lässer’s Ark)
- 1990: Timejump (Max Lässer’s Ark)
- 1992: A Different Kind Of Blue (Max Lässer’s Ark)
- 1997: Between
- 1998: Madamax (mit Madala Kunene)
- 2001: Überland
- 2003: Labyrinth (Linard Bardill, Mich Gerber und Max Lässer)
- 2005: Bafo (Max Lässer’s Madamax)
- 2007: Überland Duo + (mit Markus Flückiger)
- 2008: Überländler (Max Lässer und das Überlandorchester)
- 2011: Iigschneit (Max Lässer und das Überlandorchester)
- 2014: Arr Ju Launsam Tuneit? (mit Thomas Rabenschlag)
- 2014: 1:1 (Max Lässer und das Überlandorchester)